# Sir-Tech
Sir-Tech, Inc. est une ancienne société de développement et d'édition de jeux vidéo fondée par Norman Sirotek et Robert Woodhead en 1979. Le studio est principalement connu pour ses séries de jeu vidéo Wizardry et Jagged Alliance.

## Histoire

### Création
La société Sirotek est fondée en 1951 au Canada par Frederick Sirotek, un immigré tchécoslovaque, et son fils Frederick Jr. Spécialisé dans la construction, la société se développe rapidement et lance d’importants projets, aussi bien au Canada qu’aux États-Unis. En 1974, Frederick meurt et son fils reprend les rênes de l’entreprise.  
Au milieu des années 1970, il s’associe à Janice Woodhead qui, après la mort de son mari, cherche des partenaires pour gérer son entreprise de fabrication de résine à Ogdensburg, dans l’état de New York. L’association se révèle fructueuse mais les changements fréquents des prix du sable, nécessaire à la fabrication de la résine, oblige Frederick à régulièrement recalculer à la main les coûts de production et les prix. Bien qu’il ne connaisse pas grand-chose aux ordinateurs, il imagine qu’il doit être possible d’en programmer un pour réaliser ces calculs automatiquement et évoque cette idée avec Janice Woodhead. Celle-ci a justement un fils, Robert Woodhead, qui étudie la psychologie à l’université Cornell, qui s’y connait en informatique.  
Son université fait en effet partie du réseau PLATO qui est à l’époque un vivier pour tous les mordus d’ordinateur et Robert ne tarde pas à en devenir un. Il a ainsi acheté un TRS-80 et a déjà programmé des applications pour des entreprises et pour l’administration de son université. À la suggestion de Janice, Frederik discute donc de son problème avec Robert et, impressionné par ses compétences en la matière, décide immédiatement d’acquérir un ordinateur Apple II (qui coûte à l’époque 7000 $) pour sa société. Robert parvient rapidement à réaliser le programme demandé par Frederik et, en bonus, créé une base de données des adresses des fournisseurs et distributeurs de l’entreprise. Frederik y voit une occasion intéressante et demande à Robert de perfectionner cette base de données, qu’ils baptisent Info-Tree, afin de pouvoir la vendre à d’autres sociétés ayant des besoins similaires. Il décide de présenter le programme lors du Trenton Computer Festival en avril 1979 et propose donc à Robert d’y aller avec l’Apple II de la société afin d’en faire une démonstration. Sirotek ne souhaite cependant pas expédier par avion cet ordinateur hors de prix et, comme Robert n’a pas le permis, il demande à son fils, Norman Sirotek, de la conduire dans le New Jersey. Bien que ce dernier ne s’intéresse pas spécialement aux ordinateurs, ils passent une bonne partie du week-end avec Robert au salon. Fasciné par ce qu’il a vu, il propose à Robert de se lancer officiellement dans le business du logiciel grâce à l’argent de sa famille et aux compétences de Robert. Cette proposition tombe à pic pour ce dernier, qui vient de se faire renvoyer de son université à cause de ses mauvaises notes, et il accepte rapidement. 
Frederik prend officiellement la tête de la division logicielle de Sirotek, qu’ils baptisent Siro-tech, mais, considérant que cela leur fera une bonne expérience, il laisse plus ou moins Norman et Robert suivre leurs idées.  Pour leur deuxième projet après Info-Tree, Robert parvient à convaincre Norman, qui est au départ réticent, de développer un jeu vidéo. Un des jeux les plus populaires sur le réseau PLATO est à l’époque Empire, un wargame spatial, et Robert pense être capable de programmer un jeu similaire pour l’Apple II. Le début du développement est lent mais après quelques mois, Robert achète le tout nouvel ordinateur Apple Pascal, ce qui lui permet de programmer le jeu en Pascal. Il termine le développement fin 1979 et baptise le jeu Galactic Attack. Ils ne peuvent cependant pas le publier immédiatement, le programme devant permettre de faire tourner un programme en Pascal sur l’Apple II n’étant pas encore disponible. Dans l’attente, Robert se lance dans un nouveau projet.

### Wizardry
Robert Woodhead pense alors réaliser un jeu médiéval-fantastique sur ordinateur en s’inspirant du jeu de rôle Donjons et Dragons. Lorsqu’il mentionne son idée à Andrew Greenberg, un de ses amis à l’université Cornell, celui-ci lui révèle être déjà en train de travailler sur un jeu de ce type qu'il a baptisé Wizardry. Woodhead est rapidement séduit par son nom et son concept mais il regrette qu’il soit programmé en Basic, qu’il considère trop lent. Il propose donc de réécrire complètement le programme du jeu en Pascal afin de le rendre plus rapide. En septembre 1980, ils aboutissent à une première version du jeu qui fonctionne mais qui contient encore plusieurs milliers de bugs. Ils travaillent donc pendant plusieurs semaines, souvent tard dans la nuit, afin de les corriger et en novembre, le jeu est finalement terminé. Siro-tech le présente lors du New York Computer Show et il reçoit un accueil très positif du public, de nombreux visiteurs souhaitant acquérir le jeu immédiatement. Avant de le publier, ses développeurs doivent cependant attendre la sortie d’un nouvel environnement d'exécution pour l’ordinateur d’Apple qui doit lui permettre de faire tourner des programmes écrits en Pascal sans langage système. 
Pendant ce temps, Woodhead améliore le jeu en prenant en compte les suggestions des joueurs ayant essayé la première version. A l'été 1981, le nouvel environnement d'exécution de l'Apple est enfin disponible et le jeu commence à être distribué. Des copies du jeu sont notamment vendues lors de  l'Applefest de 1981. Les joueurs rapportent cependant quelques bugs et les développeurs doivent reprendre le travail pour les corriger. Fin septembre, le jeu est officiellement publié et des exemplaires commencent à être expédiés par Sir-Tech. Le jeu continue cependant d'être amélioré, pour corriger les bugs mais aussi améliorer certains aspects du jeu. Les développeurs mettent gratuitement ces nouvelles versions à disposition des joueurs qui possède déjà l’ancienne et y inclut un programme permettant de le mettre à jour sans effacer les personnages des joueurs,.
Dans les jours qui suivent la sortie du jeu, Siro-tech est submergé d’appel. De nombreux joueurs ont en effet des questions techniques, bien que le jeu soit fourni avec un manuel d’utilisation, ou besoin de conseil pour terminer le jeu. C’est à cette période que Norman et Robert réalisent que le nom qu’ils ont choisi pour leur société, Siro-tech, est assez mauvais et qu’ils décident de la rebaptisé Sir-Tech. Le volume des ventes et le nombre d’appel à un impact significatif sur le fonctionnement de l’entreprise. Pour faire face à la surcharge de travail, ils recrutent Peter Bresett et Lynn Dupree pour les aider dans la production et ils achètent de nouvelles machines de copie de disque en plus de celle qu’il possède déjà. Leur production journalière passe ainsi de moins de 100 copies par jour à plus de 500 et après seulement deux mois de distribution, Wizardry est déjà en concurrence avec VisiCalc pour la place de numéro un des ventes. Après avoir réglé les problèmes liés à la production et au service après-vente, Robert Sirotek (le frère de Normann) se focalise sur la stratégie marketing du studio qu’ils avaient jusque-là délaissé, Wizardry se vendant plus ou moins tout seul. A l’époque, Sir-Tech travaille en direct avec quelques revendeurs mais la forte augmentation des ventes les obligent à trouver une solution afin d’éviter de gérer des centaines de petites commandes. Il fait donc appel aux meilleurs distributeurs de logiciel avec lesquels il n’a aucun mal à négocier des commandes importantes.

### Knight of Diamonds
Pour le premier scénario de Wizardry, Knight of Diamonds, Robert et Andrew réutilisent une bonne partie du code source du jeu original et ne modifient que les parties liées aux nouveautés qu’ils souhaitent apporter au jeu. Le développement se révèle donc plus simple que celui de Wizardry, même s'ils doivent tout de même corriger de nombreux bugs. En prévision des ventes importantes de cette suite, Norman recrute Lisa Carpenter, pour les aider dans la production, et achète une nouvelle machine de conditionnement afin de pouvoir réaliser en interne des boîtiers de qualité professionnelle. Grâce au réseau de distribution mis en place pour Wizardry, le studio obtient de nombreuses précommandes de la part de ses distributeurs pour sa suite, Knight of Diamonds. Bien qu’il sorte dans une période généralement creuse pour l’industrie du logiciel, celui-ci prend la place de numéro deux des ventes dans le classement de juillet du magazine Softalk, la meilleure place jamais obtenue pour un logiciel destiné à l’ordinateur d’Apple dans le mois qui suit sa publication.
En parallèle du développement de Knight of Diamonds, Robert Woodhead commence à rechercher de nouveaux moyens de développer l’activité du studio. Il conçoit notamment un nouveau jeu d'arcade, Star Maze, en collaboration avec un programmeur canadien, Gordon Eastman, qui se charge d’en écrire le code.

### Fermeture
Le dernier jeu de la série Wizardry, Wizardry 8, est publié en 2001. Celui-ci appartient cependant à un secteur de niche, celui des jeux vidéo de rôle au tour par tour, et Sir-Tech a des difficultés à lui trouver un éditeur. Ces derniers considèrent en effet que ce genre de jeu n’est plus à la mode, ce qui oblige le studio à conclure un accord directement avec le distributeur de jeu vidéo Electronics Boutique. Celui-ci n’est cependant pas suffisant pour maintenir la société à flot et elle ferme peu de temps après. 

## Ludographie
| Année  | Titre                                         | Développeur           | Genre                 | Description                            | Plate-forme                                                                                               |
| ------ | --------------------------------------------- | --------------------- | --------------------- | -------------------------------------- | --- |
| 1979   | Info Tree                                     | Sirotech              | Base de données       |                                        | Apple II                                                                                                  |
| 1979   | Galactic Attack                               | Sirotech              | Jeu de simulation     | Une simulation de combat dans l’espace | Apple II                                                                                                  |
| 1981   | Wizardry: Dungeons of Despair                 | Sirotech              | Jeu de rôle           | Version béta de Wizardry               | Apple II                                                                                                  |
| 1981   | Wizardry: Proving Grounds of the Mad Overlord | Sir-Tech              | Jeu de rôle           | Premier jeu de la série Wizardry       | Apple II, C64, DOS, Macintosh, MSX, NEC PC-9801, NES, PC booter, PC-Engine, Game Boy Color, Super Famicom |
| 1982   | Wizardry II: The Knight of Diamonds           | Sir-Tech              | Jeu de rôle           |                                        | Apple II, DOS, Mac, C64, NES, PC booter, PC-98                                                            |
| 1982   | Star Maze                                     | Gordon Eastman        | Jeu d'arcade          | Un jeu de labyrinthe                   | Apple II                                                                                                  |
| 1983   | Wizardry III: Legacy of Llylgamyn             | Sir-Tech              | Jeu de rôle           |                                        | Apple II, C64, DOS, NES, PC booter, PC-98, Game Boy Color                                                 |
| 1984   | Crypt of Medea                                | Sir-Tech              | Jeu d'aventure        |                                        | Apple II                                                                                                  |
| 1984   | Rescue Raiders                                | Sir-Tech              | Shoot 'em up          |                                        | Apple II                                                                                                  |
| 1986   | Deep Space: Operation Copernicus              | Sir-Tech              |                       |                                        | Apple II                                                                                                  |
| 1987   | Wizardry IV: The Return of Werdna             | Sir-Tech              | Jeu de rôle           |                                        | Apple II, DOS, PC-88, PC-98                                                                               |
| 1987   | The Seven Spirits of Ra                       |                       |                       |                                        | Apple II                                                                                                  |
| 1988   | Wizardry V: Heart of the Maelstrom            | Sir-Tech              | Jeu de rôle           |                                        | Apple II, C64, DOS, SNES, Satellaview, PC booter, PC-88, PC-98, FM Towns, PC-Engine                       |
| 1989   | The Usurper: The Mines Of Qyntarr             | Sir-Tech              |                       |                                        | |
| 1990   | Wizardry VI: Bane of the Cosmic Forge         | Sir-Tech              | Jeu de rôle           |                                        | DOS, Amiga, SNES, Mac OS                                                                                  |
| 1990   | Freakin' Funky Fuzzballs                      | Sir-Tech              |                       |                                        | |
| 1992   | Wizardry VII: Crusaders of the Dark Savant    | Sir-Tech              | Jeu de rôle           |                                        | DOS, Windows, PS1, PC-98, FM Towns, OS X, Linux                                                           |
| 1993   | Realms of Arkania: Blade of Destiny           | Attic Entertainment   | Jeu de rôle           |                                        | Amiga, DOS                                                                                                |
| 1994   | Realms of Arkania: Star Trail                 | Attic Entertainment   | Jeu de rôle           |                                        | DOS |
| 1995   | Druid: Daemons of the Mind                    |                       |                       |                                        | Apple II                                                                                                  |
| 1995   | Jagged Alliance                               | Madlab Software       | Jeu de rôle tactique  |                                        | DOS |
| 1996   | Jagged Alliance: Deadly Games                 | Sir-Tech              | Jeu de rôle tactique  |                                        | |
| 1996   | Nemesis: The Wizardry Adventure               | Sir-Tech              |                       |                                        | |
| 1996   | Wizardry Gold                                 | Sir-Tech              | Jeu de rôle           |                                        | |
| 1996   | Fable                                         | Simbiosis Interactive |                       |                                        | DOS, Windows                                                                                              |
| 1997   | Armed and Delirious                           | Benny Davidovich      | Jeu d'aventure        |                                        | Windows                                                                                                   |
| 1997   | Excalibur 2555 AD                             | Fish Ltd. / Tempest   | Jeu d'action-aventure |                                        | PS1, Windows                                                                                              |
| 1997   | Virus: The Game                               | Kidum Multimedia Ltd. | Jeu d'action          |                                        | Windows                                                                                                   |
| 1997   | Realms of Arkania: Shadows over Riva          | Attic Entertainment   | Jeu de rôle           |                                        | DOS |
| 1999   | Jagged Alliance 2                             | Sir-Tech              | Jeu de rôle tactique  |                                        | Amiga, Linux, Windows                                                                                     |
| 2000   | Jagged Alliance 2: Unfinished Business        | Sir-Tech              | Jeu de rôle tactique  |                                        | Amiga, Linux, Windows                                                                                     |
| 2001   | Wizardry 8                                    | Sir-Tech              | Jeu de rôle           |                                        | Mac, Windows                                                                                              |
| Annulé | Stones of Arnhem                              | Sir-Tech              | Jeu de rôle           | Une extension prévue pour Wizardry 8   | Mac, Windows                                                                                              |